# برودوا
برودوا (به لهستانی:  Brodła) یک روستا در لهستان است که در گمینا الورنگا واقع شده‌است. برودوا ۱٬۰۰۵ نفر جمعیت دارد.